# Bisbat d'Argyll i de les Illes

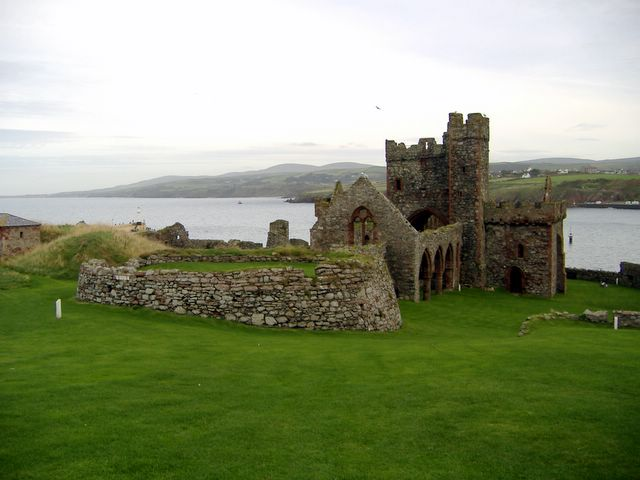
Restes de l'antiga catedral medieval de la diòcesi de les Isles (o de Sodor), dedicada a Sant Germà, a l'illa de St. Patrick, a la riba occidental de l'illa de Man.

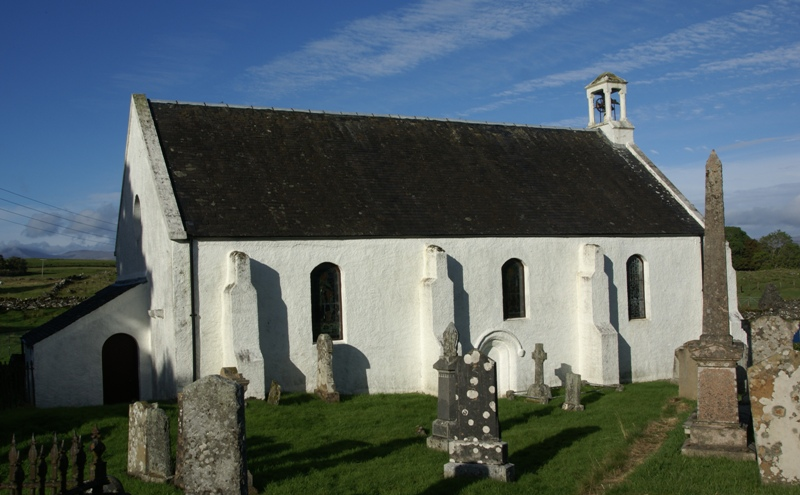
La catedral de Sant Moluag de Lismore; a l'interior de l'actual església es conserves restes de l'antiga catedral de la diòcesi medieval d'Argyll.

El bisbat d'Argyll i de les Illes (gaèlic: Sgìr-Easbuig Earraghàidheal 's nan Eilean, anglès: Roman Catholic Diocese of Argyll and the Isles, llatí: Dioecesis Ergadiensis et Insularum) és una seu de l'Església Catòlica a Escòcia, sufragània de l'arquebisbat de Saint Andrews i Edimburg. Al 2015 tenia 10.660 batejats sobre una població de 74.546 habitants. Actualment està regida pel bisbe cardenal Brian McGee.

## Territori
La diòcesi comprèn els comtats d'Argyll i les illes Hèbrides.
La seu episcopal és la ciutat d'Oban, on es troba la catedral de Sant Columba.
El territori s'estén sobre 31.080 km², i està dividit en 25 parròquies.

## Història
L'actual diòcesi d'Argyll i les Illes és el resultat de la unió de dues antigues diòcesis medievals escoceses, la diòcesi de Lismore o Argyll (Lismorensis seu Ergadiensis) i la diòcesi de Sodor i les Illes (Sodorensis sive Insulana).

### Bisbat d'Argyll
L'antiga diòcesi d'Argyll va ser erigida entre finals del segle xii i principis del xiii, amb territori desmembrat de la diòcesi de Dunkeld. Incloïa el comtat històric d'Argyll; la seu episcopal era la ciutat de Lismore, a l'illa homònima. És per això que sovint la diòcesi també va ser nomenada "diòcesi de Lismore". La seu episcopal era el castell d'Achanduin. Va ser suprimida en el segle xvi, com a resultat de l'afirmació de la Reforma protestant a Escòcia: l'últim bisbe, James Hamilton, abraçà la nova religió al voltant d'agost de 1560.

### Diòcesi de les Illes
La diòcesi de les Illes o la diòcesi de Sodor era una de les tretze diòcesis de l'Escòcia medieval. La seu original de la diòcesi era Peel, a l'illa de Sant Patrici, un illot de l'illa de Man.
La diòcesi incloïa originalment les Hèbrides Exteriors, la majoria de les Hèbrides Interiors (Iona, Skye, Raasay, Canna, Eigg, Coll, Tiree, Mull, Colonsay, Islay, Jura, Gigha - però no Lismore, Kerrera, Seil o Luing, que estaven sotmeses al bisbe d'Argyll), les illes de Bute i Arran. Potser la diòcesi s'estenia també a Galloway, el que explicaria els possibles atacs de Wimund contra el bisbe Gilla Aldan de Whithorn.
Des del segle XI fins a l'erecció de l'arxidiòcesi de Nidaros, Man i les Illes estaven sota la jurisdicció metropolità de l'arquebisbe de York.
La diòcesi es va dividir en dos el 1387, després de la conquesta anglesa de Man al segle xiv, i la seu es va traslladar al nord, primer a Snizort i després a Iona.
Més tard, fins al 1472, formalment formava part de la província eclesiàstica de l'arxidiòcesi de Nidaros, aquest mateix any la diòcesi de Saint Andrews va ser elevat al rang d'arxidiòcesi metropolitana, i les illes es van convertir en les seves diòcesis sufragànies.
Va ser suprimida al segle XVI després de l'aixecament de la reforma protestant a Escòcia: l'últim bisbe catòlic, Thomas Stanley, va morir en 1568.

### Diòcesi d'Argyll i les Illes
La diòcesi d'Argyll i les Illes va ser erigida el 4 de març de 1878 amb la butlla Ex supremo Apostolatus del Papa Lleó XIII, amb territori desmembrat probablement del vicariat apostòlic del districte septentrional (avui diòcesi d'Aberdeen).

## Cronologia episcopal

### Bisbes de Sodor o de les Illes
- Roolwer † (segle xi)
- William †
- Hamund o Wimund † (segle xii)
- John † (segle xii)
- Gamaliel † (segle xii)
- Ragnald † (segle xii)
- Christian †
- Michael † (? - 1203 mort)
- Nicholas I, O.Cist. † (1203 - 1217 mort)
- Nicholas de Meaux, O.Cist. † (vers 1217 - 1219 renuncià)
- Reginald, O.Cist. †
- John † (1226 - 1230 ? mort)
- Simon † (1230 - 28 de febrer de 1247 mort)
  - Lawrence † (1249 - 1249 mort) (bisbe electe)
- Richard † (14 de març de 1253 - 1275 mort)
- Mark of Galloway † (1275 - vers 1303 mort)
- Alan † (1304 o 1305 - 15 de febrer de 1321 mort)
- Gilbert Maclelan † (1321 ? - 1327 mort)
- Bernard de Linton † (1327 - 1331 ? mort)
- Thomas † (10 de juny de 1331 - 20 de setembre de 1348 mort)
- William Russell † (22 d'abril de 1349 - 21 d'abril de 1374 mort)
- John Donegan † (31 de maig de 1374 - ? nomenat bisbe d'una altra seu[1])
- Michael, O.F.M. † (15 de juliol de 1387 - ?) (antibisbe)
- John Sproten, O.P. † (31 d'octubre de 1392 - 1402 deposat)
- Conrad, O.Cist. † (9 de gener de 1402 - ?)
- Thierry Bloc, O.Cruc. † (16 d'abril de 1402 - ?)
- Richard Messing, O.Carm. † (30 de maig de 1410 - ? mort)
- Michael Anchire † (20 d'abril de 1422 - ? mort)
- John Burgherlinus, O.F.M. † (20 de juliol de 1425 - ?)
- Angus de Insulis † (19 de juny de 1426 - ?)
- John Burwaiss, O.S.B.Clun. † (22 d'abril de 1433 - ? mort)
- John Seyre † (10 d'octubre de 1435 - ? mort)
- John Grene (o Sproton) † (1º d'octubre de 1441 - ? mort)
- Thomas Burton, O.F.M. † (25 de setembre de 1455 - 1458 mort)
- Thomas, O.Cist. † (21 de juny de 1458 - ? mort)
- Angus † (1472 - dopo il 1476)
- Richard Oldham † (15 de febrer de 1478 - ? mort)
- John Campbell † (19 de gener de 1487 - dopo il 1498)
- John Blacklacht † (4 d'abril de 1487 - 1509 mort)
- George Hepburn † (10 de febrer de 1511 - 9 de febrer de 1513 mort)
- Hugh Heskart † (16 de maig de 1513 - ? mort)
- John Howden, O.P. † (18 de maig de 1523 - ? mort)
- Harfard, O.S.A. † (17 de febrer de 1530 - ? mort)
- Roderick Maclean † (5 de març de 1550 - ?)
- Thomas Stanley † (21 de juny de 1555 - 1568 mort)

### Bisbes d'Argyll o Lismore
- Evald † (vers 1200)
- Harald † (1228 - ?)
- William † (16 de febrer de 1239 - 1241 mort)
- Alan † (1250 - 1262 mort)
- Laurence de Ergadia, O.P. † (31 de març de 1263 - 1299 mort)
- Andrew, O.P. † (18 de desembre de 1300 - vers 1342 mort)
- Martin de Ergadia, O.P. † (20 de desembre de 1344 - 1386 mort)
- Iain MacDhùghaill † (26 d'abril de 1387 - ? mort)
- Beoan MacGilleandrais † (17 de setembre de 1397 - ? mort)
- Fionnlagh of Albany, O.P. † (31 de gener de 1420 - 1425/1426 renuncià)
- George Lauder † (1427 - 1462 ?)
- Robert Colquhoun † (24 d'abril de 1475 - 13 de febrer de 1495 o 1496 mort)
- David Hamilton † (3 d'abril de 1497 - abas del 16 de juliol de 1524 mort)
- Robert Montgomery † (28 de juliol de 1525 - abas del 29 d'agost de 1538 mort)
- William Cunningham † (7 de maig de 1539 - 1553 renuncià)
- James Hamilton † (14 de juliol de 1553 - d'agost de 1560 apòstata)

### Bisbaes d'Argyll i les Illes
- Angus McDonald † (22 de març de 1878 - 15 de juliol de 1892 nomenat arquebisbe de Saint Andrews i Edimburg)
- George Smith † (31 de desembre de 1892 - 18 de gener de 1918 mort)
- Donald Martin † (2 d'abril de 1919 - 6 de desembre de 1938 mort)
- Donald Alphonsus Campbell † (5 d'octubre de 1939 - 6 de gener de 1945 nomenat arquebisbe de Glasgow)
- Kenneth Grant † (15 de desembre de 1945 - 7 de setembre de 1959 mort)
- Stephen McGill, P.S.S. † (4 d'abril de 1960 - 25 de juliol de 1968 nomenat bisbe de Paisley)
- Colin Aloysius MacPherson † (2 de desembre de 1968 - 24 de març de 1990 mort)
- Roderick Wright † (11 de desembre de 1990 - 19 de setembre de 1996 renuncià)
  - Sede vacante (1996-1999)[2]
- Ian Murray † (3 de novembre de 1999 - 16 d'octubre de 2008 jubilat)
- Joseph Anthony Toal (16 d'octubre de 2008 - 29 d'abril de 2014 nomenat bisbe de Motherwell)
- Brian McGee, des del 28 de desembre de 2015

## Estadístiques
A finals del 2015, la diòcesi tenia 10.660 batejats sobre una població de 74.546 persones, equivalent al 14,3% del total.
| any  | població | població | població | sacerdots | sacerdots       | sacerdots       | sacerdots             | diaques | religiosos | religiosos | parròquies |
| ---- | -------- | -------- | -------- | --------- | --------------- | --------------- | --------------------- | ------- | ---------- | ---------- | ---------- |
| any  | batejats | total    | %        | total     | clergat secular | clergat regular | batejats por sacerdot | diaques | homes      | dones      |            |
| 1950 | 12.050   | ?        | ?        | 36        | 34              | 2               | 334                   |         |            | 25         | 25         |
| 1959 | 10.780   | 134.155  | 8,0      | 31        | 31              |                 | 347                   |         |            | 32         | 23         |
| 1970 | 11.625   | 126.268  | 9,2      | 35        | 34              | 1               | 332                   |         | 1          | 40         | 24         |
| 1980 | 12.630   | 126.900  | 10,0     | 35        | 32              | 3               | 360                   |         | 3          | 42         | 24         |
| 1990 | 11.227   | 109.500  | 10,3     | 33        | 31              | 2               | 340                   |         | 2          | 18         | 24         |
| 1999 | 12.000   | 109.500  | 11,0     | 30        | 27              | 3               | 400                   |         | 3          | 12         | 24         |
| 2000 | 11.200   | 75.600   | 14,8     | 28        | 25              | 3               | 400                   |         | 3          | 12         | 24         |
| 2001 | 11.200   | 75.600   | 14,8     | 26        | 23              | 3               | 430                   |         | 3          | 11         | 24         |
| 2002 | 10.674   | 75.600   | 14,1     | 30        | 28              | 2               | 355                   |         | 2          | 11         | 24         |
| 2003 | 10.674   | 75.000   | 14,2     | 31        | 29              | 2               | 344                   |         | 2          | 5          | 28         |
| 2004 | 10.434   | 75.000   | 13,9     | 28        | 26              | 2               | 372                   |         | 3          | 6          | 26         |
| 2006 | 10.546   | 74.546   | 14,1     | 29        | 29              |                 | 363                   |         |            | 9          | 26         |
| 2012 | 10.850   | 76.800   | 14,1     | 32        | 28              | 4               | 339                   | 1       | 4          | 6          | 25         |
| 2015 | 10.660   | 74.546   | 14,3     | 22        | 20              | 2               | 484                   | 2       | 2          | 5          | 25         |

## Note
1. ↑  La seu s'anomenava Cathedensis o Cathadensis. El 16 de setembre de 1394 fou traslladat a la seu de Down.
2. ↑  Durant el període de sede vacante, va exercir d'administrador apostòlic Keith Michael Patrick O'Brien.

### Pel bisbat de Sodor o de les Illes
- Antiga diocesi de Sodor i Man a l'Enciclopèdia catòlica, Nova York, Encyclopedia Press, 1913.
- Pius Bonifacius Gams, Series episcoporum Ecclesiae Catholicae, Leipzig 1931, pp. 197-198(llatí)
- Konrad Eubel, Hierarchia Catholica Medii Aevi, vol. 1 Arxivat 2019-07-09 a Wayback Machine., pp. 456-457; vol. 2 Arxivat 2018-10-04 a Wayback Machine., pp. 239-240; vol. 3 Arxivat 2019-03-21 a Wayback Machine., p. 302(llatí)
- Robert Keith, An Historical Catalogue of the Scottish Bishops, down to the Year 1688, Edinburgh 1824, pp. 293-308(anglès)
- John Dowden, The bishops of Scotland: being notes on the lives of all the bishops, under each of the sees, prior to the reformation, Glasgow 1912, pp. 271-293(anglès)
- Fasti Ecclesiae Anglicanae 1541-1857, volume 11, pp. 135-150(anglès)

### Pel bisbat de Argyll o Lismore
- Pius Bonifacius Gams, Series episcoporum Ecclesiae Catholicae, Leipzig 1931, pp. 236-237(llatí)
- Konrad Eubel, Hierarchia Catholica Medii Aevi, vol. 1 Arxivat 2019-07-09 a Wayback Machine., p. 241; vol. 2 Arxivat 2018-10-04 a Wayback Machine., p. 179; vol. 3 Arxivat 2019-03-21 a Wayback Machine., p. 226(llatí)
- Robert Keith, An Historical Catalogue of the Scottish Bishops, down to the Year 1688, Edinburgh 1824, pp. 284-289(anglès)
- John Dowden, The bishops of Scotland: being notes on the lives of all the bishops, under each of the sees, prior to the reformation, Glasgow 1912, pp. 377-391(anglès)
- Dennis Turner, The Bishops of Argyll and the Castle of Achanduin, Lismore, A.D. 1180-1343[Enllaç no actiu], in Proceedings of the Society of Antiquaries of Scotland 128 (1998), pp. 645-652(anglès)